# 泰勒山
63°26′S 57°8′W / 63.433°S 57.133°W
泰勒山（瑞典語：Taylor berg）是南極洲的山峰，位於南極半島東北端，海拔高度1,000米，由瑞典探險隊發現，並由英國測量隊繪入地圖，現時由南極條約體系管理。

弗洛拉山位於中心左側，埃斯佩蘭薩站位於中心，泰勒山位於中心右側。